# أندريا جيلمور
أندريا جيلمور (بالإنجليزية: Andrea Gilmore)‏ هي لاعبة كرة الشبكة أسترالية، ولدت في 27 أكتوبر 1988.